# إيست فيشكيل (نيويورك)
إيست فيشكيل (بالإنجليزية: East Fishkill, New York) هي بلدة أمريكية تقع في الولايات المتحدة في مقاطعة دوتشيز. يقدر عدد سكانها بـ 29,029 نسمة ومساحتها 148.5 كم2 وترتفع عن سطح البحر 88 متر.

## أعلام
- بلات روجرز سبنسر